# Edward Echwalu
Edward Echwalu est un photographe ougandais.

## Distinction
- 2009, The Cranimer Mugerwa Photojournalism award